# Peloponnészoszi Szövetség

Ősi Peloponnészosz államok (interaktív változata)

A Peloponnészoszi Szövetség vagy Peloponnészoszi Liga egy katonai-politikai szövetség, koinon volt a Peloponnészoszi-félszigeten Spárta városának vezetésével az i. e. 6. és az i. e. 4. század között. A szövetség a ma ismert nevét csak később kapta, fennállása idején csak „a spártaiak és szövetségeseik” néven emlegették őket. A klasszikus görög világban az athéniak Déloszi Szövetségének ellenpontja volt.

## Korai története
A Peloponnészoszi Szövetség gyökerei az i. e. 6. századra nyúlnak vissza, amikor a görög világban több hosszú életű katonai szövetség is köttetett (mint például a Boiót Szövetség). Nem tudjuk pontosan, miért és hogyan alapították, de a spártaiak agresszív fellépésének valószínűleg komoly szerepe volt a megalakulásban. Miután Spárta meghódította Messzíniát, lakosait pedig rabszolgasorsba taszította (ők lettek a helóták), a spártaiaknak létre kellett hozniuk egy politikai irányító szervet, amely megakadályozza az alávetettjeiket abban, hogy külső segítséget kapjanak. Ez azonban nem lehetett a kizárólagos oka annak, hogy a félsziget városai szövetségi viszonyba kerültek egymással. Közrejátszhatott az is, hogy a spártaiak gyakran segítettek más városoknak a türannoszaik elűzésében, és amikor ez olyan távoli helyeken történt, mint például Szamosz vagy Athén (itt Polükratész, illetve Hippiasz elűzésében segítettek a spártaiak), a kialakuló baráti szálak nem voltak hosszú életűek. A Peloponnészoszi-félszigeten nyújtott segítség viszont sokkal gyakrabban jelentett tartós szövetséget, mint például Élisz vagy Korinthosz esetében.
Az is elképzelhető, hogy az Argosz által veszélyeztetett városok Spártához fordultak segítségért. Az i. e. 6. században a Peloponnészosz minden városának vagy Spárta, vagy Argosz oldalára kellett helyezkednie. Hérodotosz szerint az volt a döntő pillanat, amikor Tégea városa (spártai nyomásra vagy önszántából) csatlakozott a szövetséghez. A korabeli görög források nehéz értelmezhetősége ellenére annyi biztosnak tűnik, hogy Tégea a spártai védelemért cserébe valamennyire feladta függetlenségét. Ezzel az Argosz és Spárta közötti egyensúly utóbbi felé billent, I. Kleomenész spártai király legyőzte az argosziakat, és így már nem férhetett kétség Spárta peloponnészoszi dominanciájához.

## Felépítése
A Peloponnészoszi Szövetséget leginkább kétoldalú állandó szövetségek sokaságának tekinthetjük. Argosz kivételével a félsziget összes városa szövetségben állt Spártával. Nagy részük Tégeához hasonlóan alárendelte külpolitikáját a spártaiak akaratának a védelemért cserébe. Spárta a városok katonáinak egy részét (talán harmadát) is behívhatta, hogy a spártaiak irányítása alatt szolgáljanak. Egy olyan nagy város azonban, mint Korinthosz, szabadságának jelentős részét megtarthatta. Thuküdidész feljegyezte, hogy az i. e. 430-as évek végén a korinthosziak háborúba keveredtek a korküraiakkal anélkül, hogy a spártaiak vezetésére bízták volna magukat. A Peloponnészoszi Szövetség lényegében a városoknak egy laza szervezete volt, amelyet olyan kötelékek kötöttek össze, mint Héraklész kultuszának a tisztelete, vagy a városok többségének közös dór gyökerei. Az olimpiai játékokhoz hasonló fesztiválokon, habár minden görög részt vehetett rajtuk, ezeket a dór érzelmeket ünnepelték.
A szövetségnek nem voltak állandó intézményei. Az ügyek többségét a spártaiak külön-külön rendezték a városokkal, az összes tag pedig csak akkor találkozott, amikor azt a spártaiak akarták. A szövetségi kongresszus éppen ezért ritkán ült össze. Úgy tűnik, hogy minden szövetségesnek egy szavazata volt, de ez nem azt jelentette, hogy a vezető akaratát le lehetett volna szavazni: egyrészt ugyanis a kisebb városokat, mint például Orneai vagy Phleiusz, Spárta erőteljesen befolyásolta; másrészt pedig Spártának nem volt kötelező elfogadnia a kongresszus döntéseit.

## Kései története

### Virágzása
A görög-perzsa háborúk idején, a Peloponnészoszi Szövetség mintájára jött létre az Iszthmoszi Szövetség, amely felvette a harcot a betolakodó perzsákkal. Gyülekezési helyük a korinthoszi-földszoros volt. Nem túlzás azt állítani, hogy ekkorra a görög városállamok szinte mind Spárta szövetségesei lettek, és elfogadták vezető szerepét. Ez az egység azonban csak addig maradt fenn, amíg fennállt a perzsa invázió veszélye. A spártai Pauszaniasz képtelen volt együtt tartani a szövetségeseket, így az Iszthmoszi Szövetség kettévált az eredeti Peloponnészoszi Szövetségre és az athéniak által vezetett Déloszi Szövetségre.
A Déloszi Szövetség sokkal fejlettebb szervezet volt, amelyet az Óperzsa Birodalom felépítése inspirált. Az i. e. 5. században az athéniaknak sikerült szövetségüket központosított birodalommá alakítaniuk, amit a szövetségeseik közül sokan a szabadságuk korlátozásának tekintettek. Ezzel szemben a lazán szerveződött Peloponnészoszi Szövetség a szabadságot képviselte: a Spártai Szövetség a felépítésének hátrányait jóindulattal kompenzálta.

### Bukása
A peloponnészoszi háború után, amelyben a spártaiak és szövetségeseik legyőzték az Athént és szövetségeseit, a Peloponnészoszi Szövetség tovább élt, még akkor is, amikor II. Artaxerxész perzsa király az i. e. 387-386-ban megkötött királybékében minden város függetlenségét kikötötte. Mivel a szövetség tagjai önszántukból követték a spártaiak iránymutatását, a függetlenségi kikötés rájuk nem vonatkozott. Az i. e. 370-es években, Spárta Athén mintájára elkezdett pénzügyi hozzájárulást szedni a tagállamoktól, ami egyértelművé tette, hogy Spárta semmivel sem jobb a többi imperialista hatalomnál. I. e. 371-ben ennek meg is lett az eredménye: a leuktrai csata után, amelyben a thébaiak legyőzték a spártaiakat, a görögök közül már csak kevesen voltak hajlandóak a Peloponnészoszi Szövetség fennmaradásáért harcolni. A következő években szétesett a liga, i. e. 365-ben pedig fel is bomlott.